# Наволато
Наволато (исп. Navolato)  —   город в Мексике, входит в штат Синалоа. Население 50 000 человек. Административный центр одноимённого муниципалитета.